# 安田一郎 (薬学者)
安田 一郎（やすだ いちろう）は、日本の薬学者、東京薬科大学教授。

## 経歴
北里大学大学院薬学研究科修士課程を修了し、東京都衛生研究所（現東京都健康安全研究センター）研究員、主任研究員を務める。1982年（昭和57年）、「辛味性不飽和脂肪酸アミドを含有する生薬に関する研究」で、東京薬科大学より薬学博士を取得。ノースカロライナ大学チャペルヒル校薬学部客員研究員、東京都健康安全研究センター医薬品部医薬品研究科科長、東京都福祉保健局参事を経て、2008年（平成20年）に千葉科学大学薬学部教授（衛生/公衆衛生研究室）。2012年（平成24年）東京薬科大学薬学部教授（医療薬物薬学科薬事関係法規研究室）、2015年（平成27年）東京都薬剤師会衛生試験所所長、2017年（平成29年）東京薬科大学常務理事。
おもな研究テーマは、「未規制薬物の鑑定鑑別に関する研究」、「薬毒物及び不正不良医薬品の迅速分析に関する研究」など、。薬物乱用や脱法ハーブに関する講演なども行っている。

## 共著書
- （木方正との共著）わかりやすい薬事関係法規・制度、廣川書店、2009年（第2版：2012年）
- （加藤哲太らとの共著）危険ドラッグ問題の表と裏～学生に知ってほしいこれからの薬物乱用防止について～、薬事日報社、2016年（第３刷、2018年）
- 新しい薬物乱用防止対策、都薬雑誌41.6.8-12、2019年